# Wer küsst schon einen Leguan?
Der Kinder- und Jugendfilm „Wer küsst schon einen Leguan?“ ist ein deutsches Filmdrama aus dem Jahr 2004.

## Inhalt

### Thematik
Tobias Baumann ist 13 Jahre alt und geht in die sechste Klasse. Er lebt vernachlässigt bei seiner Mutter in prekären Verhältnissen, seinen Vater kennt er nicht. Seine Lebensumstände lösen massive Verhaltensstörungen aus, weshalb Tobias von Mitschülern als „Assi“ beschimpft wird. Zu Max Feldkamp, der sein Vater sein könnte und vorübergehend in der Nachbarwohnung einzieht, entwickelt sich eine Ersatzvaterbeziehung, die allerdings auch nicht einfach ist.

### Einleitung
Tobias lebt zusammen mit seiner Mutter in einer Sozialwohnung im Plattenbauviertel Jena-Lobeda. Sie ist arbeitslos, schon mit ihrem eigenen Leben vollkommen überfordert und hat wechselnde Bekanntschaften mit dominierenden Männern. Tobias’ Bedürfnisse kann sie nicht einmal ansatzweise erfüllen; von ihm wird erwartet, brav zu sein und sich in alles zu fügen. Ihr jetziger Freund Fritze behandelt Tobias mit offener Ablehnung und Härte. Tobias neigt unter diesen Umständen zu unkontrollierbaren Wutausbrüchen bei kleinsten Anlässen. Dafür wird er bestraft oder muss außerhalb der Wohnung im Flur übernachten.
In der Schule wird er vor allem von drei Mitschülern gemobbt, worauf er ebenfalls mit Aggression reagiert, was ihm zuverlässig Ärger mit der Schule einbringt. Nur Klassenkameradin Lena, selbst Außenseiterin, zeigt Tobias Zuneigung, obwohl er auch ihr zunächst ablehnend gegenübersteht.

### Hauptteil
Als Max Feldkamp für drei Wochen in die Nachbarwohnung einzieht, findet Tobias ihn schon bei der ersten Zufallsbegegnung cool; außerdem schämt er sich dafür, Max’ Auto gerade in einem Wutanfall beschädigt zu haben. Max hält den grünen Leguan Micky als Haustier und ist Drehbuchautor der beliebten Seifenoper „Mitten ins Leben“, die sich Tobias auch gerne ansieht. Als Tobias wieder in der Schule gemobbt wird, erklärt er seinen drei Peinigern, sein Vater sei nach langer Abwesenheit aus Südamerika zurückgekehrt und habe ihm einen lebenden Leguan mitgebracht. Zum Beweis „borgt“ er sich heimlich Micky und ein Foto von Max aus dessen Wohnung, während seine Mutter mit Fritze für zwei Wochen in Urlaub fährt und ihn allein zurücklässt. Mit Micky und dem Foto macht Tobias in der Schule Eindruck.
Tobias liefert Max Ideen für den weiteren Verlauf von „Mitten ins Leben“, hilft ihm beim Kochen und Wäsche waschen. Max nimmt in der Rolle als Tobias’ Vater an einer Elternsprechstunde teil und sagt zu, mit Tobias auf einen bevorstehenden Kletterausflug der Klasse zu fahren. Auf diesem Schulausflug werden Tobias und Lena bei einem Spaziergang zu zweit von den drei Mobbern gefilmt. In der folgenden Handgreiflichkeit vereinbaren sie eine Mutprobe am nächsten Morgen – ein gefährlicher Kletterwettkampf, aus dem Tobias siegreich hervorgeht.
Später besucht die Klasse das Studio von „Mitten ins Leben“ bei Dreharbeiten. Erstaunt bemerkt Tobias, dass die gerade gedrehten Einstellung eine Begegnung von ihm und Max nachspielt. Er brüllt Max ins Gesicht, er habe ihn nur für Drehbuchideen ausgenutzt und möge ihn gar nicht wirklich, und rennt wütend ins Freie.
An dem Tag, als Tobias’ Mutter zurückkommen will, erfährt Tobias im TV von einem tödlichen Verkehrsunfall. Auf den Bildern ist Fritzes Hund zu sehen, so dass Fritze und seine Mutter die Verunglückten sein müssen. Als Max sich kurz darauf von dem schockierten Jungen verabschiedet, um in seine eigene Wohnung zu ziehen, bekommt er gar nicht mit, was Tobias nun für ein Problem hat.
Gegenüber dem Jugendamt äußert Tobias den Wunsch, bei Max zu wohnen, und der zuständige Jugendpfleger steht dem auch offen gegenüber. Doch Max traut sich die Vaterrolle nicht zu, obwohl er betont, dass er Tobias aufrichtig gern hat. Enttäuscht wünscht Tobias sich dann, in einem Heim zu wohnen, und lässt Max ohne Abschied gehen.

### Schluss
Nach einem Besuch bei Tobias im Jugendheim überbringt Lena Max die auf der Kletterfreizeit aufgenommene Videokassette mit der Unterhaltung, in der Tobias ihr erzählt, wie viel ihm Max bedeutet. Kurz darauf läuft in „Mitten ins Leben“ eine Szene, in der der Hauptdarsteller seinen Sohn um Verzeihung für zurückliegende Verletzungen bittet. Tobias wird klar, dass das eine Botschaft von Max an ihn ist, und läuft „zum Nachdenken“ davon. Am Grab von Max’ Eltern treffen sie sich und sprechen sich aus. Max nimmt Tobias nun für immer bei sich auf.

## Kritik
„Wer küsst schon einen Leguan? ist ein Film, der emotional stark berührt, die schwierigen Seiten des Lebens zeigt, aber durch ein versöhnliches, fast märchenhaftes Ende die Härten auch wieder auffängt.“
 BJF-Film 
„Ein dichter Film, authentisch gespielt …, eröffnet der Film die Chance zur Sensibilisierung und zur Toleranz. Trotz seiner Problemorientierung gleitet er nicht in Schwermütigkeit ab.“
 Internationale Fachjury, 8. Internationales Chemnitzer Kinderfilmfestival 2003 
„Durch die plötzlichen sowohl traurigen als auch heiteren Wendungen wurden in diesem Film einige Tränen vergossen. Durch rührende und spannende Momente baute sich der Film nach und nach gut auf. Die Darsteller spielten ihre Rollen so überzeugend, dass Tobias schwierige Situation, die sich auf seine Mitmenschen übertrug, glaubhaft dargestellt wurde.“
 Jurybegründung GOLDENER SPATZ

## Auszeichnungen
Beim Internationalen Filmfestival Schlingel gewann „Wer küsst schon einen Leguan?“ den Europäischen Kinderfilmpreis und den Publikumspreis. 2005 wurde der Film in der Kategorie „Bester Kinderfilm“ beim Kinderfilmfestival „Goldener Spatz“ ausgezeichnet.